# اعتراض بازوبند مشکی
اعتراض بازوبند مشکی یا اعتراض با بازوبند مشکی (انگلیسی: Black armband protest) توسط بازیکنان تیم کریکت زیمبابوه اندی فلاور و هنری اولونگا در جام جهانی ۲۰۰۳ کریکت انجام شد. این دو تصمیم گرفتند برای «سوگواری مرگ دمکراسی در زیمبابوه» بازوبندهای مشکی بزنند. این اعتراض توسط شخصیت‌های ارشد سیاسی زیمبابوه و همچنین برخی از چهره‌های معروف کریکت زیمبابوه محکوم شد، اما مورد تحسین رسانه‌های بین‌المللی قرار گرفت. انجمن بین‌المللی کریکت تصریح کرد که فلاور و اولونگا اقدام سیاسی کرده‌اند، اما از متهم‌کردن آنان به ارتکاب جرم خودداری کردند. اعتراض اولیه آنها در اولین مسابقه تیم زیمبابوه در هراره بود و این دو در اعتراض در طول مسابقات، بازوبندهای مشکی بسته بودند. پس از این اقدام، فلاور و اولونگا به ناچار زیمبابوه را ترک و در انگلستان اقامت گزیدند.

## زمینه
ایده اعتراض هنگامی شروع شد که اندی فلاور توسط یکی از دوستانش، تشویق شد تا از مزرعه‌ای که شامل برنامه اصلاحات ارضی دولت شده بود بازدید کند. در سال ۲۰۰۰، رابرت موگابه و دولت زیمبابوه برنامه اصلاحات ارضی برای تقسیم مجدد ۳۰۰۰ مزرعه را آغاز و دست به تصرف زمین کشاورزان سفیدپوست، با اخراج اجباری و دستگیری آنها به اتهام " تصرف غیرقانونی زمین " زدند. تخمین زده می‌شد تا سال ۲۰۰۲ حدود ۸۰٪ از ۴۵۰۰ مزرعه سفیدپوست بدین ترتیب مصادره گردید. موضوع دیگر نقض حقوق بشر و خشونت به ویژه علیه مخالفان سیاسی در انتخابات سال ۲۰۰۲ ریاست جمهوری زیمبابوه بود. اتحادیه اروپا تحریم‌هایی را برای مقامات حاکم زیمبابوه وضع کرد.

## اعتراض

### برنامه‌ریزی
با ابتکار فلاور، اولونگا را که یک سیاهپوست بود در این عمل اعتراضی با خود همراه کرد زیرا هنگامی که یک سفید و یک سیاهپوست هر دو از زیمبابوه دست به این اقدام می‌زدند بیشترین تأثیر گذاشته می‌شد.

### اعتراض چگونه انجام گرفت؟
این اعتراض در مسابقه بین زیمبابوه و نامیبیا در ۱۰ مارس ۲۰۰۳ انجام شد. در مسابقه، این دو بازیکن از یک نوار چسب مشکی برای بازوبند استفاده کردند. پیش از مسابقه، آنها یک بیانیه به مطبوعات دادند. این بیانیه بعداً به «سوگواری مرگ دمکراسی در زیمبابوه» معروف شد.
ما تصمیم گرفتیم که بازوبندهای مشکی را در طی جام جهانی بزنیم. با این کار، ما به سوگواری مرگ دمکراسی در زیمبابوه محبوب خود می‌پردازیم. با این اقدام، ما به کسانی که مسئول نقض حقوق بشر در زیمبابوه هستند، می‌گوییم که متوقف بشوند. با انجام این کار، ما دعا می‌کنیم که این اقدام کوچک ما به بازگرداندن سلامت و عزت به ملت ما کمک کند.

## واکنش‌ها
کاپیتان پیشین تیم انگلیس، ناصر حسین گفت: فلاور و اولونگا «با آنچه انجام دادند ثابت کردند که مردان بزرگی هستند.»
پس از مسابقه، یک نفر به دلیل پوشیدن بازوبند سیاه دستگیر شد. در جریان بازی مرحله ای گروه آ که زیمبابوه در برابر هند بود، تقریباً ۲۰۰ تماشاگر در حمایت از اعتراض، بازوبندهای سیاه پوشیدند.
در داخل زیمبابوه، واکنش نسبت به بازیکنان خصمانه بود. وزیر اطلاعات زیمبابوه، جاناتان مووی، اولونگا را «عمو تام» نامید که «پوست سیاه و یک ماسک سفید» داشت. ناتان شمویاریرا، دبیر اطلاعات زانو-پی‌اف، ادعا کرد که آنها به وسیله رسانه‌های انگلیس مجبور شده‌اند دست به این کار بزنند و «هیچ زیمبابوه‌ای واقعی دست به چنین کاری نمی‌زند»، اما «اولونگو زیمبابوه‌ای نیست، او یک زامبیایی است».
اولونگا به خیانت متهم شد، جرمی که مجازات آن اعدام است.
وی بلافاصله توسط باشگاه تاکاشینگا از عضویت تعلیق و بعداً اخراج شد. استفان ماندونگو، رئیس اتحادیه کریکت زیمبابوه نیز این اعتراض را محکوم کرد.
واکنش بین‌المللی نسبت به اعتراض تأیید آمیز بود. خبرنگار ورزشی تایمز آن را «تأثیری قدرتمند برای صیانت و دموکراسی» خواند، روزنامه دیلی تلگراف از بازیکنان تمجید کرد.

## پیامدها
بدون ذکر دلیل اولونگا از ۶ مسابقه کنار گذاشته شد. برخی معتقد بودند که وی در نتیجه اعتراض کنار گذاشته شده‌است، و برخی دیگر معتقد بودند که به دلیل نبودن در فرم در بازی‌ها شرکت داده نشده‌است.
پس از مسابقه نهایی سوپر ششم، اولونگا بازنشستگی خود از کریکت بین‌المللی را اعلام کرد. فلاور قبلاً بازنشستگی خود را از کریکت بین‌المللی اعلام کرده بود و با تیم‌های اسکس و استرالیای جنوبی قرارداد امضا کرده بود. اولونگا به یوهانسبورگ رفت و توانست مجوز برای بازی در باشگاه کریکت لاشینگز در انگلستان را دریافت کند. بعداً به وی در انگلستان پناهندگی اعطا شد.

## ارج‌گزاری
هر دو بازیکن به عضویت افتخاری از باشگاه کریکت میریلیبون درآمدند، افتخاری که معمولاً فقط به بازیکنان درجه یک بازنشسته کریکت داده می‌شود.